# General Motors de Chile
La firma General Motors de Chile es la filial de General Motors en Chile. Se ubica en el sector de Ciudad Empresarial de la comuna de Huechuraba, en la capital Santiago.

## Historia
La General Motors Chile es una de las subsidiarias del conglomerado automotriz norteamericano General Motors Company. Fue establecida oficialmente en la nación sudamericana en 1974, cuando la aparición de la marca GM Chile se origina al iniciarse las operaciones de representación y venta de automóviles de dicha marca, de la cual posteriormente serían ensamblados algunos de sus modelos bajo la marca Chevrolet, y algunos de los cuales fueron de procedencia japonesa (Chevrolet Luv Cabmax), de Opel (Opel Corsa) mientras otros eran y son actualmente importados de las plantas de manufactura de GM en la región (como por ejemplo de las plantas de Colombia (Colmotores), de Ecuador (GM OBB), de Argentina (GM Argentina), y brasileña (GM do Brasil)).

## Modelos

### Ensamblados
- Chevrolet Luv Cabmax[2]
- Chevrolet Forward (Serie F)[2]

### Importados
- Chevrolet Aveo[2]
- Chevrolet Tacuma/Vivant[2]
- Chevrolet Epica[2]
- Chevrolet Sail[2]
- Chevrolet Tracker[2]
- Chevrolet TrailBlazer[2]
- Chevrolet Blazer[2]
- Chevrolet Tahoe[2]
- Opel Corsa[2]
- Opel Meriva[2]

### Desarrollos relacionados
- Inrecar
- LR Bus
- La Emilia S.A.

### Sociedades (filiales de GM) similares
- General Motors Corporation
- GM Argentina
- GM do Brasil
- General Motors de Colombia
- General Motors de Ecuador
- GM México
- GM Holden
- Daewoo GM
- Isuzu
- Suzuki
- Opel
- Chevrolet

### Listas relacionadas
- Anexo:Empresas de Chile
- Categoría:Modelos de Chevrolet